# Gare de Berlin Zoologischer Garten
La gare de Berlin Zoologischer Garten [ˌt͡soːoˈloːɡɪʃɐ ˈɡaʁtən] ou gare du Jardin zoologique est une gare ferroviaire berlinoise reliant différents moyens de transport des lignes régionales (Interregio-Express, Regional-Express, Regionalbahn) et du S-Bahn. Elle accueille également certaines grandes lignes (Intercity-Express, Nightjet, FlixTrain). La station se trouve dans le quartier de Charlottenbourg, sur la Stadtbahn, et elle tient son nom du grand Jardin zoologique de Berlin situé à proximité.
La gare est constituée de trois quais centraux parallèles, dont deux sont réservés aux trains régionaux ; l'autre, réservés au S-Bahn, est positionné dans un hall indépendant. Chaque quai est équipé d'un ascenseur et d'escaliers d'accès. 
À l'époque de la division de Berlin, la station a été la principale plate-forme de correspondance de Berlin-Ouest. La gare est notamment mise en scène dans le film Moi, Christiane F., 13 ans, droguée, prostituée… (1981) d'Uli Edel.

## Histoire

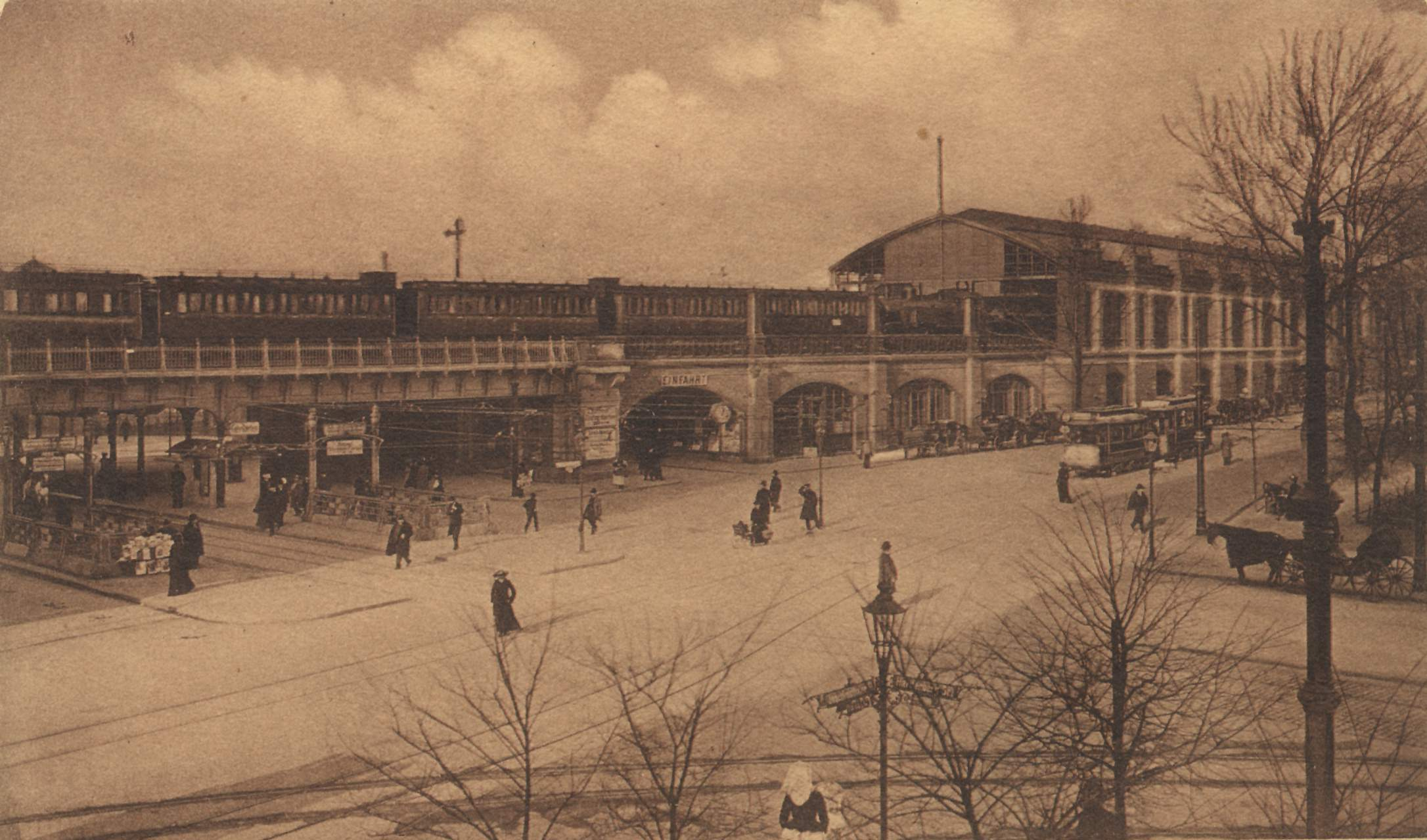
La gare sur une carte postale ancienne (1900).

La gare est ouverte le 7 février 1882 pour accueillir les trains de banlieue puis, à partir de 1884, les trains empruntant l'axe est-ouest de la Stadtbahn de Berlin. La gare souterraine du métro (U-Bahn, les liaisons actuelles U2 et U9) a été mise en service en 1902. 
En 1920, l'ancienne ville indépendante de Charlottenbourg fut incorporée au Grand Berlin (Groß-Berlin), et transformée en un district de la capitale allemande. Le hall de la gare a été complètement reconstruit et élargi pour les jeux olympiques d'été de 1936 ; jusqu'à l'éclatement de la Seconde Guerre mondiale, les travaux n'étaient pas encore finis.
Après la guerre, la station se développe alors que les autres gares terminus de l'ouest de la ville, comme la gare d'Anhalt, sont fermées. À la construction du mur de Berlin en 1961, Berlin Zoologischer Garten est la seule gare grandes lignes de Berlin-Ouest, avec la gare frontière de Friedrichstraße à Berlin-Est. À partir de 1976, certains trains s'arrêtent aussi à la gare de Berlin-Spandau ou de Berlin-Wannsee.

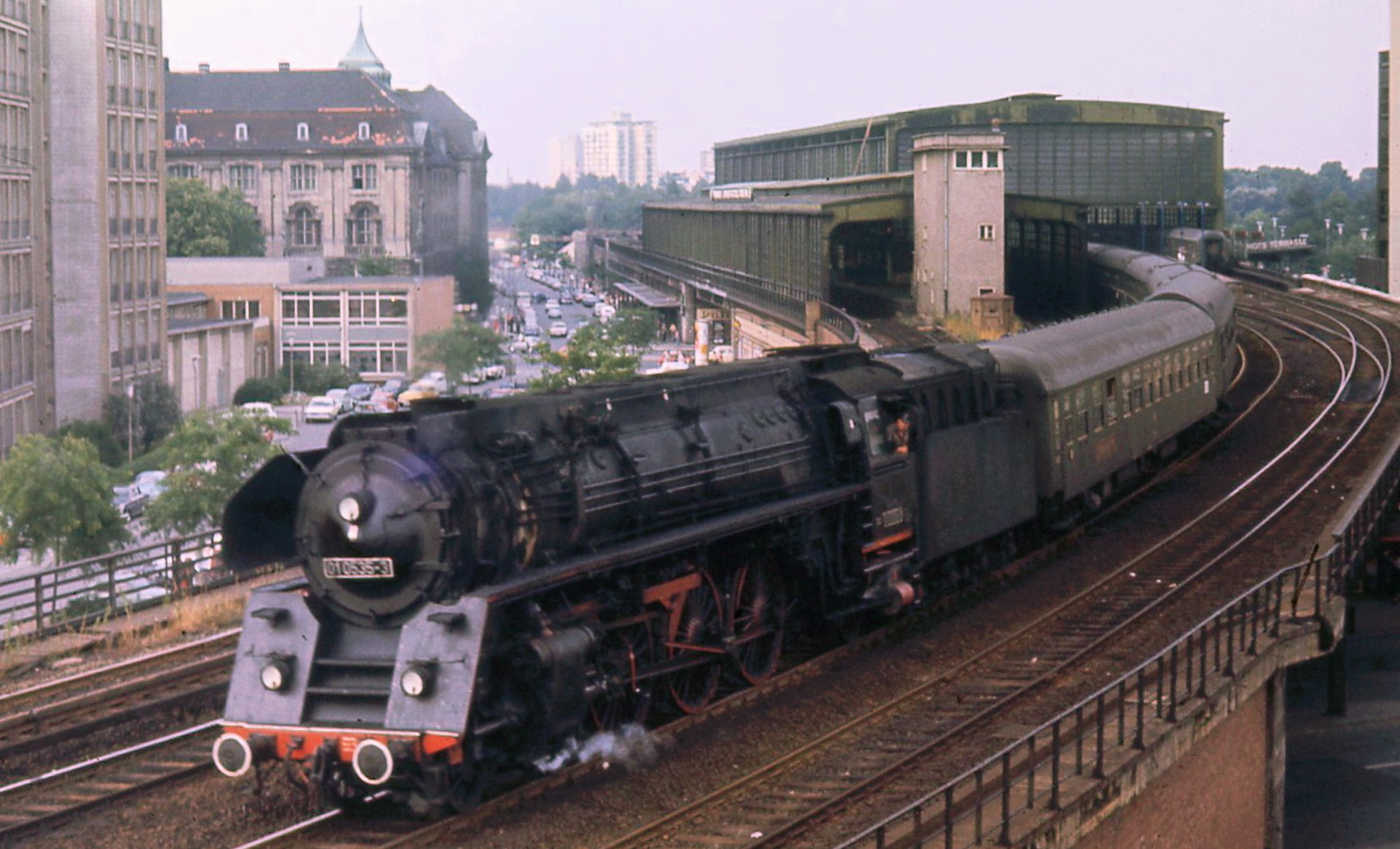
La gare en 1973, avec un train à vapeur.

Dans les années 1970 et 1980, la gare et le quartier sont confrontés à différents « problèmes sociaux » (drogue, prostitution…) révélés à un large public par la biographie Moi, Christiane F., 13 ans, droguée, prostituée… (en allemand : Wir Kinder vom Bahnhof Zoo - « Nous, les enfants de la gare du Zoo ») de Christiane Felscherinow, filmé par Uli Edel en 1981.
Durant les années 1990, Zoologischer Garten reste avec la gare de l'Est l'une des principales gares de Berlin. Avec l'électrification de la Stadtbahn en 1993 elle également accueille les trains Intercity-Express (ICE) qui traversent la ville. En 2006, à la suite de l'ouverture de la nouvelle gare centrale et de la mise en place d'une nouvelle organisation ferroviaire à Berlin, elle devient cependant une gare régionale et perd de l'importance. Le nombre de visiteurs quotidien passe de 150 000 à 100 000. Néanmoins, jusqu'en 2013, elle accueillait des trains internationaux qui partent pour les destinations les plus éloignées comme Novossibirsk (5 130 km) le long du Transsibérien (Sibirjak). 
Aujourd'hui, une paire de trains ICE s'arrête à Berlin Zoologischer Garten, ainsi qu'un train nocturne de la catégorie Nightjet. L'opérateur privé FlixTrain offre une liaison ferroviaire à destination de Stuttgart.

## Service des voyageurs

### Desserte

#### Grandes lignes
| Ligne         | Villes étapes |
| ------------- | --- |
| ICE 948 / 949 | Gare de l'Est (Berlin) – Gare centrale de Berlin – Zoologischer Garten – Potsdam – Brandebourg – Magdebourg – Hanovre – Bielefeld – Hamm – Essen – Duisbourg – Düsseldorf – Cologne |
| NJ 470 / 471  | Gare de l'Est (Berlin) – Gare centrale de Berlin – Zoologischer Garten – Berlin-Wannsee – Magdebourg – Mannheim – Bâle CFF – Zurich |
| FLX 10        | Berlin-Lichtenberg – Berlin Ostkreuz – Gare de l'Est (Berlin) – Gare centrale de Berlin – Zoologischer Garten – Wolfsbourg – Lehrte – Hanovre – Göttingen – Cassel-Wilhelmshöhe – Fulda – Hanau – Francfort-sur-le-Main Midi – Darmstadt – Weinheim – Heidelberg – Vaihingen-sur-l'Enz – Stuttgart |

#### Lignes régionales

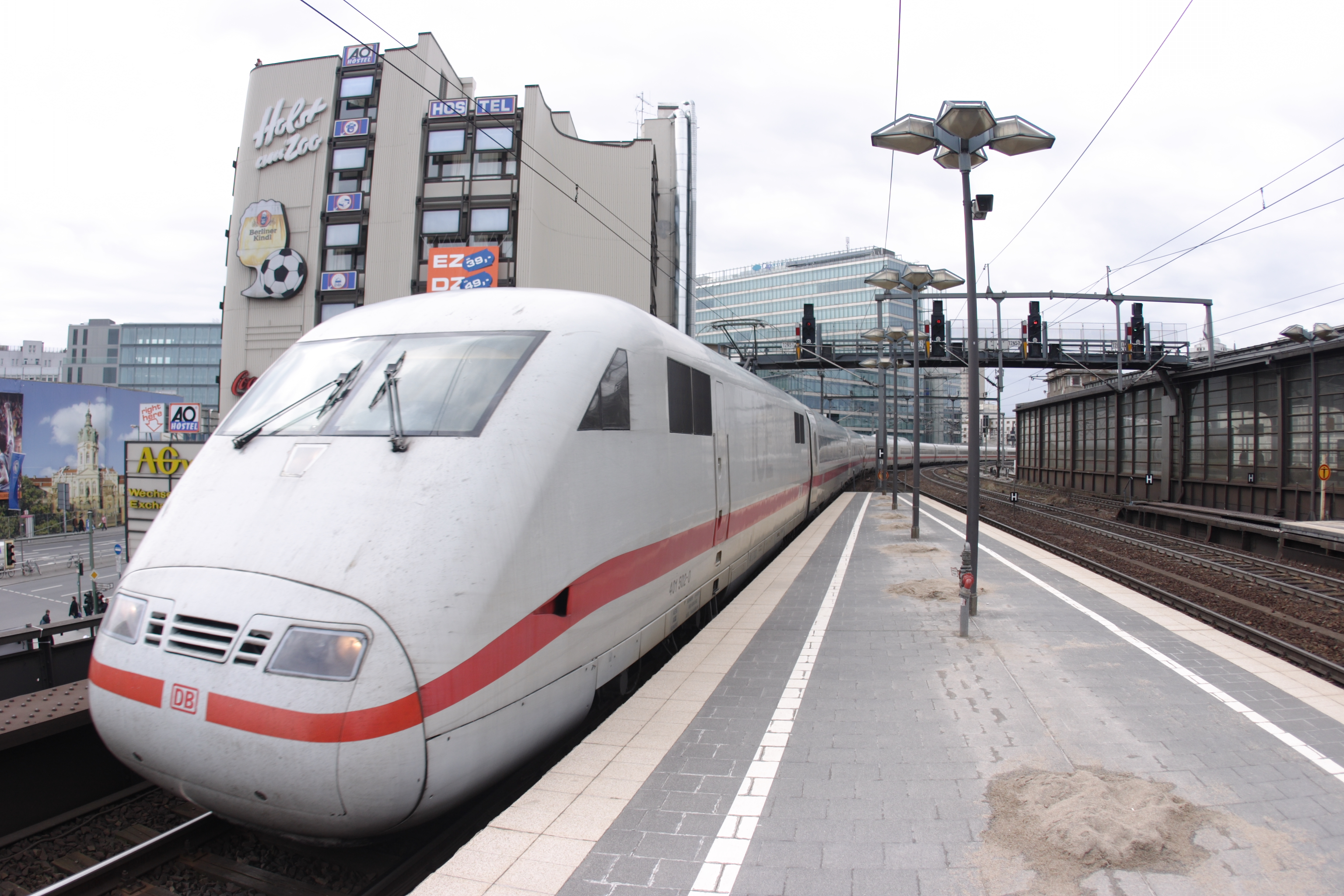
La gare en 2006 avec un train à grande vitesse (ICE)

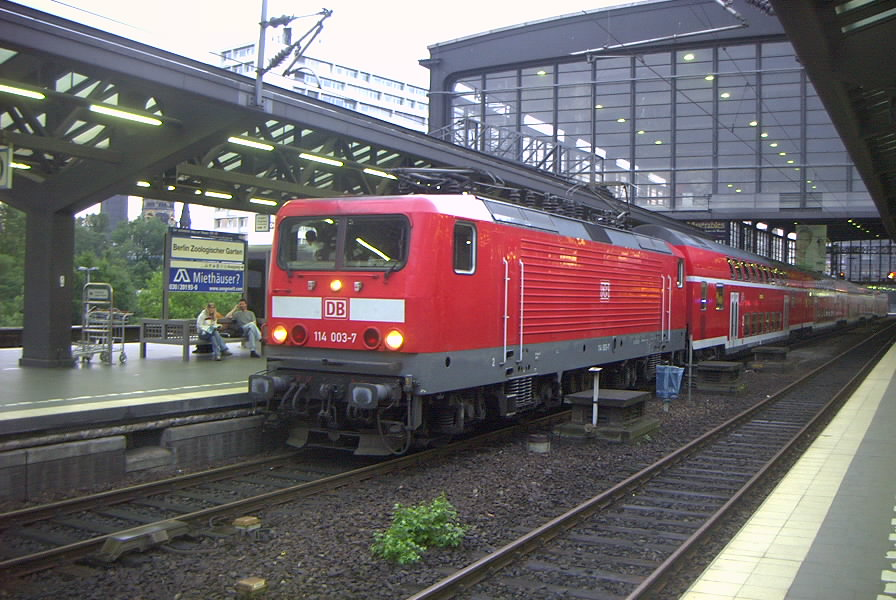
Verrière et quais avec un train Regional-Express.

| Ligne | Villes étapes |
| ----- | --- |
| HBX   | Harz-Berlin-Express Gare de l'Est (Berlin) – Zoologischer Garten – Potsdam – Magdebourg – Halberstadt (partage du train) – Quedlinburg – Thale / Wernigerode – Vienenburg – Goslar |
| RE1   | Magdebourg – Brandenburg – Potsdam – Zoologischer Garten – Fürstenwalde – Francfort-sur-l'Oder (– Cottbus)                                                                         |
| RE2   | Wismar – Schwerin – Wittenberge – Zoologischer Garten – Königs Wusterhausen – Lübben (Spreewald) – Cottbus                                                                         |
| RE7   | Dessau-Roßlau – Bad Belzig – Beelitz-Heilstätten – Michendorf – Zoologischer Garten – Aéroport de Berlin-Schönefeld – Rangsdorf – Wünsdorf-Waldstadt                               |
| RB14  | Nauen – Berlin-Spandau – Zoologischer Garten – Aéroport de Berlin-Schönefeld |
| RB21  | Friedrichstraße – Zoologischer Garten – Berlin-Charlottenburg – Berlin-Wannsee – Potsdam – Golm – Wustermark                                                                       |
| RB22  | Friedrichstraße – Zoologischer Garten – Berlin-Charlottenburg – Berlin-Wannsee – Potsdam – Golm – Saarmund – Aéroport de Berlin-Schönefeld                                         |

### Intermodalité

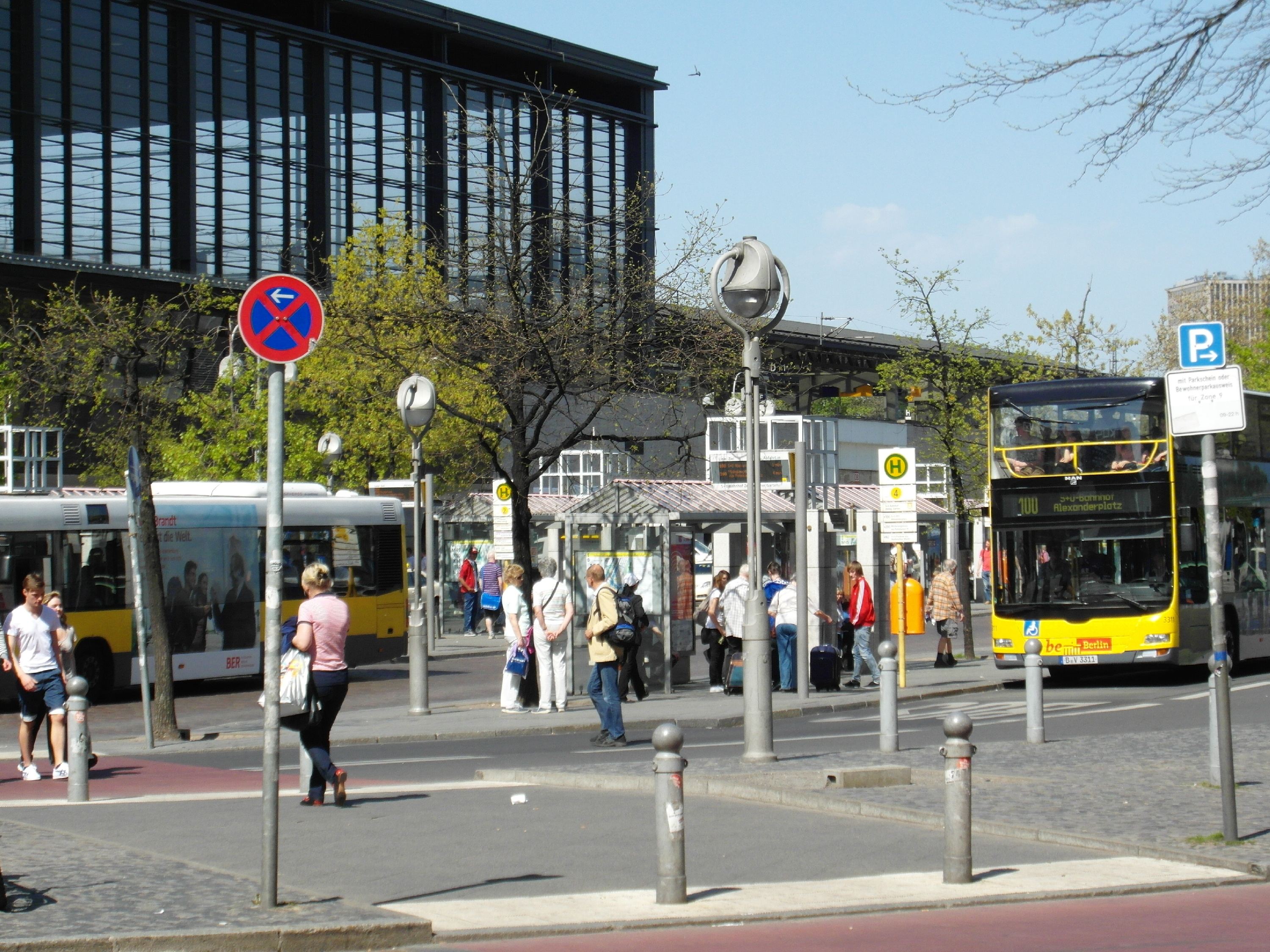
Gare routière sur le parvis.

#### Métro
La gare est desservie par la ligne 2, mise en service le 11 mars 1902, et la ligne 9 à la station de Zoologischer Garten. 

#### Gare routière
La gare est aussi desservie par les lignes des autobus  45, M46, M49 ;  X9, X10, X34, 100, 109, 110, 200, 204, 245 et 249.

## Au cinéma
- 1981 : Moi, Christiane F., 13 ans, droguée, prostituée… (Wir Kinder vom Bahnhof Zoo) d'Uli Edel, d'après la biographie éponyme de Christiane Felscherinow.